# Maison d'arrêt de Cahors
La maison d'arrêt de Cahors ou  château du Roi (anciennement palais de Via) est une ancienne prison située à Cahors dans le Lot.

## Histoire
La seigneurie du comté de Cahors a appartenu aux évêques de Cahors qui étaient à ce titre des vassaux du comte de Toulouse auxquels ils rendaient hommage. En 1211, l'évêque Guillaume de Cardaillac prétextant sa participation à la guerre contre les Albigeois et le comte de Toulouse Raymond VI a transféré son hommage d'abord à Simon de Montfort, puis au roi de France.
Depuis 1243, le roi de France a un sénéchal installé à Cahors pour les affaires du Limousin, du Périgord et du Quercy. Pour éviter que le roi intervienne dans les affaires de Cahors, l'évêque et les consuls se sont opposés à son installation dans la ville. Le sénéchal du roi était installé à Cabessut dans un bâtiment appelé La Rode où il jugeait des affaires relevant de sa juridiction.
En février 1306, l'évêque Raymond de Pauchel ne pouvant plus remplir ses engagements qui grevaient ses finances a conclu un traité d'association avec le roi, ou de paréage. L'article 13 de ce traité prévoyait :
 « Il sera permis au roi de faire bâtir dans l'endroit le plus convenable de la ville ou de son territoire, qui n'appartiendra qu'à lui seul et qui jouira des mêmes privilèges et franchises que ceux qu'il a d'en d'autres villes qui sont communes entre lui et d'autres personnes ».
Mais devant l'opposition du chapitre de la cathédrale et des consuls ce projet n'a pas été exécuté. Le sénéchal rendait encore la justice dans la Rote en 1482.
Vers 1232, Arnaud des Près, seigneur de Montpezat est accusé d'hérésie albigeoise par les inquisiteurs; Il est condamné à la prison et ses biens sont confisqués dont un bâtiment dans Cahors où a été construit le château du roi. En 1326, l'évêque Bertrand de Cardaillac vend ce bâtiment à la riche famille de Via de Cahors. Un document nous apprend que le chapitre décharge Pierre de Via du cens qu'il devait sur ses maisons de la rue des Soubirous qu'il avait achetées en 1326. Cette décision est confirmée par le pape en 1352. L'historien Dom Bruno Malvezin a écrit que « la seconde fille d'Arnaud Duèze, père du pape Jean XXII, fut mariée à Pierre de Via, noble chevalier, qui mourut en 1337 et fût enterré dans l'église des dominicains de Cahors, de laquelle il avait fait bâtir le côté droit ... La petite rue, qui est au-dessous de la maison d'Hauteserre, qui descend vers le port bullier, s'appelle encore de Via, en patois, la voto de la Devio, à cause de l'entrée de la maison de Pierre de Via qui était à cet endroit. Cette maison était un des plus beaux bâtiments qui fussent dans Cahors, comme il paraît encore par deux grandes tours en pierre de taille, qui restent et qui font, aujourd'hui, une partie du présidial ».

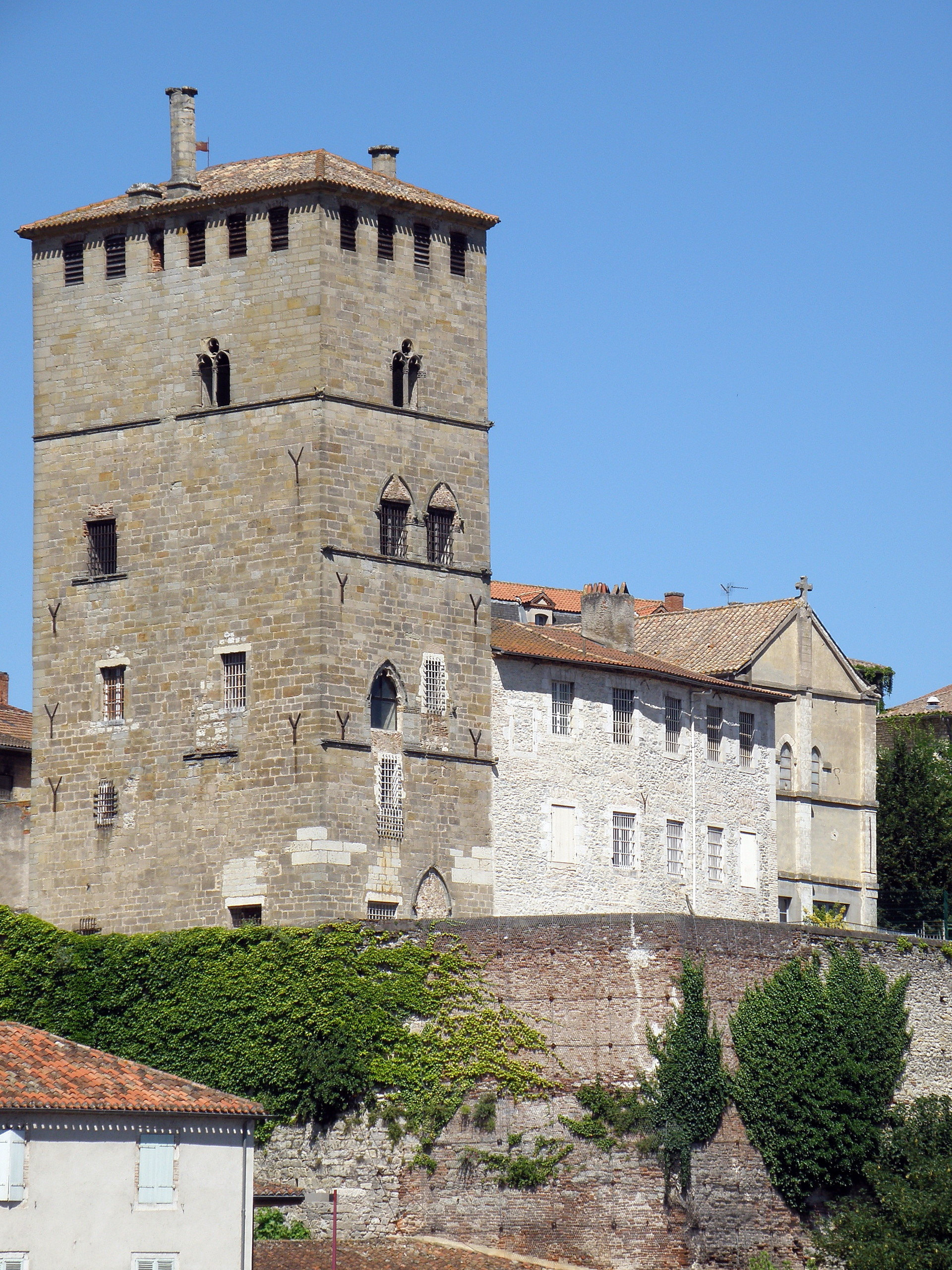
La tour de Via, le bâtiment accolé au nord et le mur de soutènement du côté de la vallée du Lot.

Il ne reste des bâtiments du XIVe siècle dont parle Malvezin qu'une tour et un bâtiment situé côté nord. Ce dernier bâtiment a été modifié au cours des siècles. Il ne reste aucune trace de la seconde tour, pas même un souvenir.
Le livre de mai des du Pouget  nous apprend qu'en 1552 les fenêtres des prisons du château royal de Cahors sont fermées par des grilles de fer à la demande du procureur du roi. La Rode avait donc été transportée dans le siège du sénéchalat se trouvant dans le château du roi.
La cour située à l'est de la tour domine la vallée du Lot. Elle est tenue par de grands murs de soutènement, également anciens. Sur l'angle nord-est de cette cour se trouve une tour octogonale en maçonnerie de brique, de quatre mètres de hauteur, qui soutient une lanterne. Cet ouvrage a servi de phare pour les bateliers et aurait pu être une cheminée. Cette partie du château du roi, classée en 1922, a été démontée.
Le palais de Via construit au XIVe siècle par Pierre Via, le beau-frère du pape Jean XXII, est peut-être devenu le siège de la sénéchaussée au milieu du XVe siècle. Il a été réaménagé au XVIIe siècle où il devient une prison à partir de 1790. La prison a été en partie reconstruite entre 1829 et 1835 par l'architecte départemental Charles Hector Malo dont le projet s'est inspiré d'une esquisse de Charles Gourlier, inspecteur général au Conseil général des Bâtiments civils.
Il comporte trois éléments protégés par la base Mérimée du ministère de la Culture :
- l'ancien Phare, qui servait de repère aux bateliers pour les guider au port, classé en 1922, mais aujourd'hui démonté ;
- la Tour du château du Roi, inscrite en 1925 et l'ancien Palais, inscrit en 1996 sont remplacés par un classement et une inscription en 2019

## Époque contemporaine
Avec plus de 200 ans d'histoire en tant que prison départementale, il s'agit de la plus vieille prison de France ; elle comporte en 2006 une soixantaine de détenus.
En juillet 2010, Michèle Alliot-Marie, alors ministre de la Justice, lance un plan de fermeture de 23 prisons vétustes dont celle de Cahors pour « assurer des conditions dignes de détention, à mettre notre pays en conformité avec les règles pénitentiaires européennes et à garantir la mise en œuvre des prescriptions de la loi pénitentiaire ». Cette décision entraîne plusieurs protestations du personnel pénitentiaire et d'élus locaux,. Lors de la visite du garde des sceaux Michel Mercier en janvier 2011, ces derniers demandent la création d'un établissement de réinsertion à Sauzet pour la remplacer.
La prison ferme définitivement ses portes en juillet 2012 ; la vingtaine de détenus encore présents est transférée à la maison d'arrêt de Montauban.
Propriété de l'État, des promoteurs chinois ont envisagé de racheter l'établissement pour le transformer en hôtel-restaurant de luxe.